# 오스트로프 (도시)

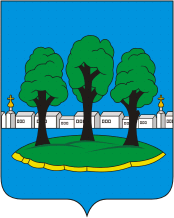
시 문장

오스트로프(러시아어: О́стров→섬)는 러시아 프스코프주 서부에 위치한 도시로, 인구는 25,078명(2002년 기준)이다. 프스코프(프스코프 주의 주도)에서 남쪽으로 55km 정도 떨어진 곳에 위치하며 벨리카야강과 접한다.
1342년 신설되었고 1777년 예카테리나 2세에 의해 시로 승격되었다.